# Aflenz
Aflenz est un bourg autrichien du district de Bruck-Mürzzuschlag, en Styrie. La commune a été créée le 1er janvier 2015 à la suite de la fusion des communes d'Aflenz Kurort et Aflenz Land.